# 1344 en santé et médecine
| Années de la santé et de la médecine : 1341 - 1342 - 1343 - 1344 - 1345 - 1346 - 1347    |
| Décennies de la santé et de la médecine : 1310 - 1320 - 1330 - 1340 - 1350 - 1360 - 1370 |

Cet article présente les faits marquants de l'année 1344 en santé et médecine.

## Événements
- Fondation de l'hôtel-Dieu de Saint-Jacques de Galice à Marseille[1].
- Fondation par sainte Brigitte de l'hôpital des Suédois à Rome[2].
- Fondation de l'hôpital du Saint-Esprit de Neustadt, au nord de Lübeck en Allemagne, établissement qui fait « office d'hôpital, mais dev[iendra] peu à peu un asile de vieillards[3] ».
- Fondation par le prêtre Ambrogio Varese de l'hôpital Saint-Pierre-des-Pèlerins (San Pietro dei Pellegrini) de Milan en Lombardie, établissement « divisé en deux unités distinctes, l'hospice pour les pèlerins et pèlerines valides et l'infirmerie pour les pèlerins malades[4] ».
- Le roi de France Philippe VI de Valois approuve la construction d'un hôpital du Saint-Esprit à Aigues-Mortes en Provence[5].
- Une maladrerie est attestée à Briançon en Dauphiné, sur la route du mont Genèvre[6].
- Pierre le Grand, roi d'Aragon, renouvelle les règles édictées en 1337 pour le gouvernement de l'hôtel de Jacques III de Majorque contre le risque d'empoisonnement[7],[8].
- 1344-1346 : fondation et construction, par l'infant Pedro (es) et selon le vœu de sa mère, Blanche d'Anjou, de l'hospice qui a donné son nom à la ville de l'Hospitalet de l'Infant en Catalogne[9].

## Décès
- Galvano Fiamma (né en 1283), théologien, philosophe et historiographe italien qui aurait enseigné la physique d'Aristote et la théologie aux étudiants en médecine du couvent de San Tommaso à Pavie.
- 1344-1345[10] (?) : Jaghmini (en) (date de naissance inconnue), médecin persan, auteur du Petit Canon de la médecine (Qānūncha), épitomé du Canon d'Avicenne.